# Encauchados de vegetais da Amazônia
Os encauchados de vegetais da Amazônia é uma técnica de beneficiamento do latéx através da desidatração e vulcanização, nas comunidades extrativistas da Amazônia, a partir do saber tradicional indígena combinada com a tecnologia industrial.
Os povos nativos já fabricavam produtos ancestrais com base na borracha desidratada, o “encauchado”, que atualmente foi combinada com a vulcanização,  gerando um tecido emborrachado que permite a fabricação de uma série de produtos têxteis,  produtos sustentáveis com valor agregado.

## História
Os povos nativos da Amazônia com o uso do saber tradicional fabricavam produtos com o encauchado, material formado por borracha organica  desidratada (relacionado à árvore caucho).
Com o início da produção heveícola na Amazônia tornou-se insustentável a produção da borracha organica nos seringais nativos. Somado a adoção da política neoliberal no governo Collor, com a abertura do Estado com a globalização, gerando desordem na região. Foram desativadas as instituições que apoiavam a atividade da borracha, deixando mais de 100 mil famílias abandonadas na floresta, que para fugir da miséria foram habitar as periferias das cidades, gerando crescimento desordenado sem infra-estrutura adequada.
A floresta Amazônica é um dos biomas (bios: "vida" + oma: "massa") mais extenso do Brasil, em termo mundias, esta forma um terço (1/3) das florestas tropicais do mundo, contendo a mais elevada biodiversidade. Os impactos ambientais foram muitos nesta floresta durante o século XX, provocando perdas no ecossistema e na economia, provocados por: queimada, extrativismo de matéria-prima, venda de madeira nobre, biopirataria, implantação de mineração e agropecuária. A floresta tropical amazônida vem sendo substituída por atividades madeireiras e agropecuárias do agronegocio, impactando o ambiente e excluindo às populações locais (índios, seringueiros e, mulheres fora do processo de trabalho), onde 20% da floresta já foi destruída (2018), afetando à fauna e flora, desaparecendo um banco genético incomensurável.
Na área de consciência ambiental a busca pela Amazônia sustentável poderia ser alcançada com o manejo de espécies naturais ("fibras da Amazônia"), como o uso da palmeira do ubucuzeiro, uma alternativa para atender a demanda crescente por produtos artesanais e sustentáveis, da área do ecodesign, gerando rentabilidade, além da recuperação das áreas degradadas.

### Saber tradicional
O saber tradicional é um produto histórico resultado do modo de vida de uma comunidade tradicional e o relacionamento com a biodiversidade que está inserida (intelecto coletivo ou intelecto cultural). Este saber se reconstrói na transmissão entre as gerações e, que geralmente é feita por via oral, possui uma vísivel e imediata aplicação prática na sociedade.

### Ecodesign
A consciência ambiental levou as sociedades e as indústrias a discutirem soluções para os comportamentos sociais que afetam o planeta e o meio ambiente. O ecodesign é um tipo de projeto orientado por critérios ecológicos e legislação de regulamentação, em questões sobre o meio ambiente partindo do redesenho de produtos. Abragendo também aspectos econômicos, como: redução de custos, competição empresarial, pressões do mercado, inovação, motivação de empregadores e, como ferramenta de marketing.
O ecodesign promove novos critérios de qualidade do tipo sustentáveis, socialmente aceitáveis e atrativos. O designer busca alia a atividade de criação, inteligência projetual, com o ecologicamente necessário. Com forte demanda da sociedade, a consciência ambiental vem ganhando mais espaço e sendo considerada essencial em empresas que tem um histórico poluidor, por exemplo a indústria têxtil. Além da motivação ambiental, existem diversas razões pelas quais se opta por utilizar os modelos propostos no ecodesign.

## Latéx
O látex suco leitoso esbranquiçado expelido por algumas plantas, Uma emulsão de micropartículas poliméricas em meio aquoso, que pode ser natural obtido através do extrativismo vegetal ou produzido sintéticamente. Uma dispersão coloidal estável de uma substância polimérica em um meio aquoso; formado aproximadamente por 37,5% de borracha e 60% de água. A emulsão é praticamente neutra com pH de 7,0 à 7,2, mas quando exposto ao ar por um período de 12 a 24 horas: o pH cai para 5,0 (ponto ísoelétrico); viscosidade aumenta; desprendimento de anhídrido carbônico; sofrendo asism a coagulação espontânea,  formando o polímero que é a borracha, representada por (C5H8)n (n é da ordem de 10 000).

## Metodologia de fabricação
Em busca de soluções sustentáveis do extrativismo da borracha nos seringais nativos, foi desenvolvido durante 15 anos de pesquisa, a TS “Encauchados de Vegetais da Amazônia” através da parceria do pesquisador Francisco Samonek com as populações locais.
Antes da chegada dos europeus os povos nativos da Amazônia já fabricavam produtos com base na borracha (saco, garrafa, copo, vaso, roupa, sapato, cobertura, etc), por meio da técnica ancestral denominada de “encauchado”, que faz a desidratação do látex em temperatura ambiente. Atualmente esta técnica foi recuperada, para assim atender a qualidade e a demanda do mercado sustentável, sendo somada as tecnologias industriais da vulcanização e da incorporação de carga à borracha.
Essas técnicas industriais foram simplificadas e transformadas em técnicas artesanais, adaptadas para o uso na região da floresta e área rural, facilmente apropriáveis pelos extrativistas sem necessidade do uso de energia elétrica e sem impacto negativo no meio ambiente. Essa união de técnicas geram um tecido emborrachado que permite a fabricação de uma série de produtos têxteis como bolsa e mochila, que são fortemente sustentáveis e com valor agregado. Revitalizando o trabalhho extrativista dos seringueiros e os seringais nativos amazônidas.
Com base na técnica do saber tradicional chamado "decoada", que faz a lixiviação das cinzas, obtem-se uma água alcalina, que misturada ao látex nativo e o mantém estável. A vulcanização é feita por aquecimento controlado, combinado com a mistura de alguns agentes vulcanizantes, grantindo a pré-vulcanização artesanal do látex. As fibras vegetais são produzidas a partir da micronização de resíduos do beneficiamento do: açaí, castanha, muru-muru, cacau, pracaxi.